# The Journey: The Very Best of Donna Summer
The Journey: The Very Best of Donna Summer è una raccolta della cantautrice statunitense Donna Summer pubblicata nel 2003 dall'etichetta Mercury Records.

## Descrizione
La raccolta contiene i più grandi successi di Donna Summer degli anni settanta e ottanta. Fu pubblicata nel Regno Unito dopo la sua partecipazione alla trasmissione Disco Mania, dove la cantante interpretò No More Tears (Enough Is Enough).

## Successo commerciale
Nel Regno Unito il disco raggiunse la 6ª posizione in classifica, ma non ebbe altrettanto successo negli Stati Uniti, dove non riuscì nemmeno ad entrare nella top 100.

## Tracce
Edizione Regno Unito
1. Love to Love You Baby – 3:22
2. Could It Be Magic – 3:54
3. I Feel Love – 3:46
4. Down Deep Inside – 4:25
5. Love's Unkind – 4:28
6. I Love You – 3:18
7. Last Dance – 3:19
8. MacArthur Park – 3:54
9. Heaven Knows – 3:39
10. Rumour Has It – 5:04
11. Hot Stuff – 3:50
12. Bad Girls – 3:57
13. No More Tears (Enough Is Enough) – 4:48 – feat. Barbra Streisand
14. On the Radio – 4:05
15. Love Is in Control (Finger on the Trigger) – 4:19
16. State of Independence – 4:25
17. She Works Hard for the Money – 4:10
18. Dinner with Gershwin – 4:39
19. This Time I Know It's for Real – 3:36

Disco bonus - edizione limitata
1. Love to Love You Baby – 16:51
2. I Feel Love (Patrick Cowley Mix) – 15:53
3. Hot Stuff – 6:46
4. No More Tears (Enough Is Enough) (Duet with Barbra Streisand) – 11:46
5. On the Radio – 7:34
6. Melody of Love (Wanna Be Loved) (Morales Classic Club Mix) – 8:04
7. That's the Way – 3:45
8. Dream-A-Lot's Theme (I Will Live for Love) – 4:54

## Classifiche
| Classifica (2003/2004) | Posizione massima |
| ---------------------- | ----------------- |
| Belgio (Fiandre)       | 32                |
| Francia                | 169               |
| Norvegia               | 27                |
| Paesi Bassi            | 57                |
| Regno Unito            | 6                 |
| Stati Uniti            | 111               |

| Classifica (2012) | Posizione massima |
| ----------------- | ----------------- |
| Regno Unito       | 67                |
| Stati Uniti       | 95                |